# اورنگ‌آباد

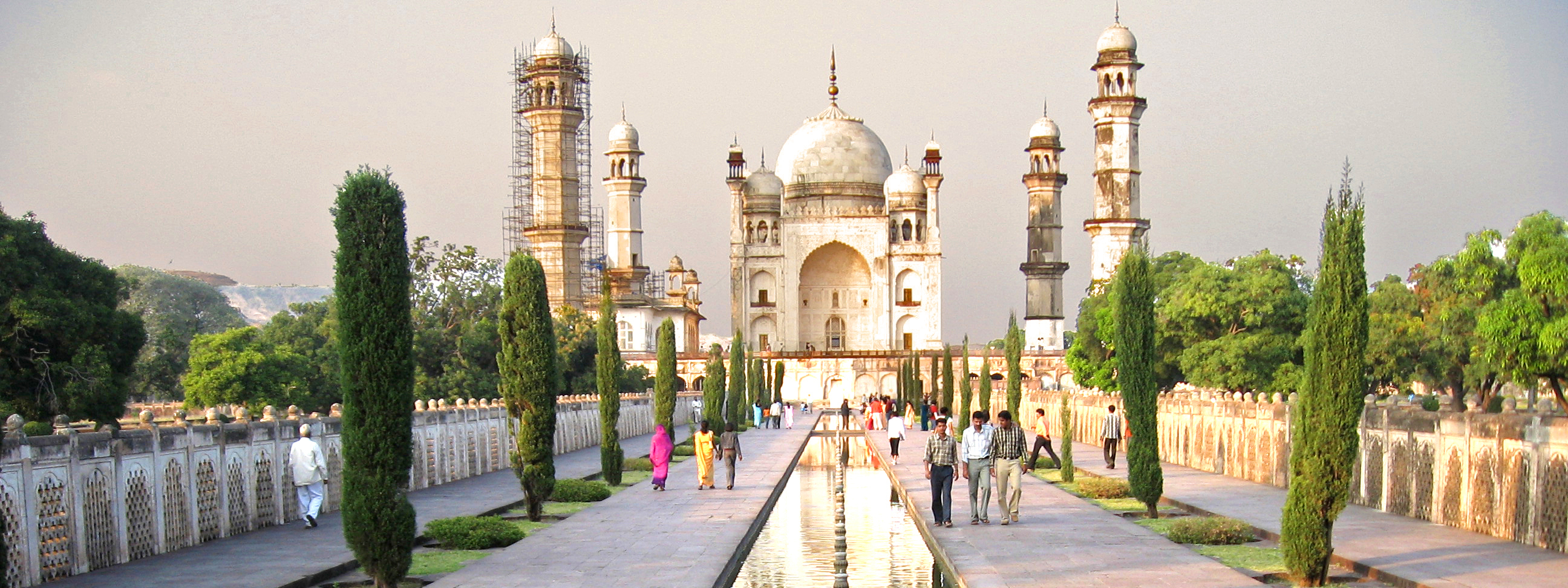
مقبره بی‌بی در اورنگ‌آباد هند.

اورنگ‌آباد (به انگلیسی:Aurangabad به مراتی: औरंगाबाद به اردو: اورنگ‌آباد) شهری در ایالت ماهاراشترا در کشور هندوستان است. این شهر در فلات دکن دامنهٔ کوه‌های آجانتا در شمال در جنوب، کنار رودخانه قوم واقع است و در ۲۷۶ کیلومتری شمال شرقی کلان‌شهر بمبئی، ۲۳۵ کیلومتری پونه و ۱۱۴ کیلومتری از احمدنگر قرار گرفته‌است.
نام این شهر از اورنگ‌زیب (ح: ۱۶۵۸–۱۷۰۷ م) که لقب ششمین پادشاه امپراتوری گورکانی هند بود گرفته شده‌است. «اورنگ» واژه‌ای فارسی است و به معنی سریر یا تخت پادشاهی است.
اورنگ‌آباد در منطقه‌ای قرار گرفته‌است که باران در آنجا بیشتر در فصل تابستان می‌بارد. میزان باران سالانه آن بین ۲۵۰ تا ۷۵۰ میلی‌متر متغیر است.
این شهر یکی از سریع‌ترین شهرهای در حال توسعه در جهان است.
صنایع نساجی پارچه‌های کتان و ابریشمی در این شهر اهمیت ویژه‌ای دارند و صنایع گردشگری و بانکداری از دیگر منابع درآمدی مهم این شهر هستند.

## تاریخچه
اورنگ‌آباد شهری تاریخی است. این شهر در سال ۱۶۱۰ میلادی توسط ملک عنبر، وزیراعظم مرتضی نظام شاه در احمدنگر در محلی که روستای «کهرکی» بود ساخته شد. او این مکان را پایتخت خود ساخت و ارتش خود را از در اطراف آن مستقر ساخت و در آبادانی آنجا کوشید. در سال ۱۶۲۱ سپاهیان جهانگیر به این شهر حمله کرده و آن را غارت کردند و به آتش کشیدند. عنبر بنیانگذار این شهر همواره جهانگیر را با القاب تند و زننده یاد می‌کرد. پس از درگذشت ملک عنبر در ۱۶۲۶م پسرش فاتح خان نام شهر را به «فاتح‌آباد» تغییر داد.
در همان سال، خان لودی، نایب‌السلطنه گورکانی، به سوی این شهر پیشروی کرد اما در برهانپور توسط حمید خان فرمانده نظام‌شاهی، تطمیع و متوقف شد. با این وجود در ۱۶۳۳ فاتح‌آباد به قلمرو پادشاهان گورکانی ضمیمه شد.
در سال ۱۶۵۳ هنگامی که شاهزاده اورنگ‌زیب برای بار دوم نایب‌السلطنه منطقه دکن انتخاب شد، او پایتخت خود را فاتح‌آباد انتخاب کرد آن را دوباره از نو ساخت و اسم آن را «اورنگ‌آباد» گذاشت. این شهر در دوران حکومت وی رونق بسیار یافت.
به دستور اورنگ زیب، دیوارهای بلند و مستحکم دور شهر بنا گردید و شبکه منزلگاه‌های کنار جاده‌ها، به ویژه جاده اورنگ‌آباد به آگرا، با ساختن سراهایی که کنار آن‌ها بازار، مسجد، حمام و چاه آب وجود داشت، توسعه یافت. در همین دوران، اورنگ‌آباد از نظر معارف و پژوهشهای اسلامی مقامی برجسته احراز کرد. پیشرفت اورنگ‌آباد به اندازه‌ای بود که آنجا را دهلی جنوب نامیدند.
پس از سقوط امپراتوری گورکانیان هند در نیمه اول سده ۱۸م توسط بریتانیا، اورنگ آباد جزو نظامهای مستقل، و برای مدتی پایتخت آنجا شد، پس از مدتی حیدرآباد این مقام را گرفت و اورنگ‌آباد اهمیت خود را از دست داد. خاندان نظام آصف‌جاه که در ۱۱۳۶ق/۱۷۲۴م بر دکن مسلط شده بود، تا ۱۹۴۸م بر این منطقه حکومت کرد. در این سال، ایالت حیدرآباد که اورنگ‌آباد جزو آن بود، به «اتحادیه هند» ملحق گردید، تا آنکه در ۱۹۵۶م این ایالت بر حسب وابستگی‌های زبانی میان ایالتهای مختلف تقسیم شد و بخشی از آن، ازجمله اورنگ‌آباد، جزو ایالت مهارشترا قرار گرفت.

## مراکز دیدنی

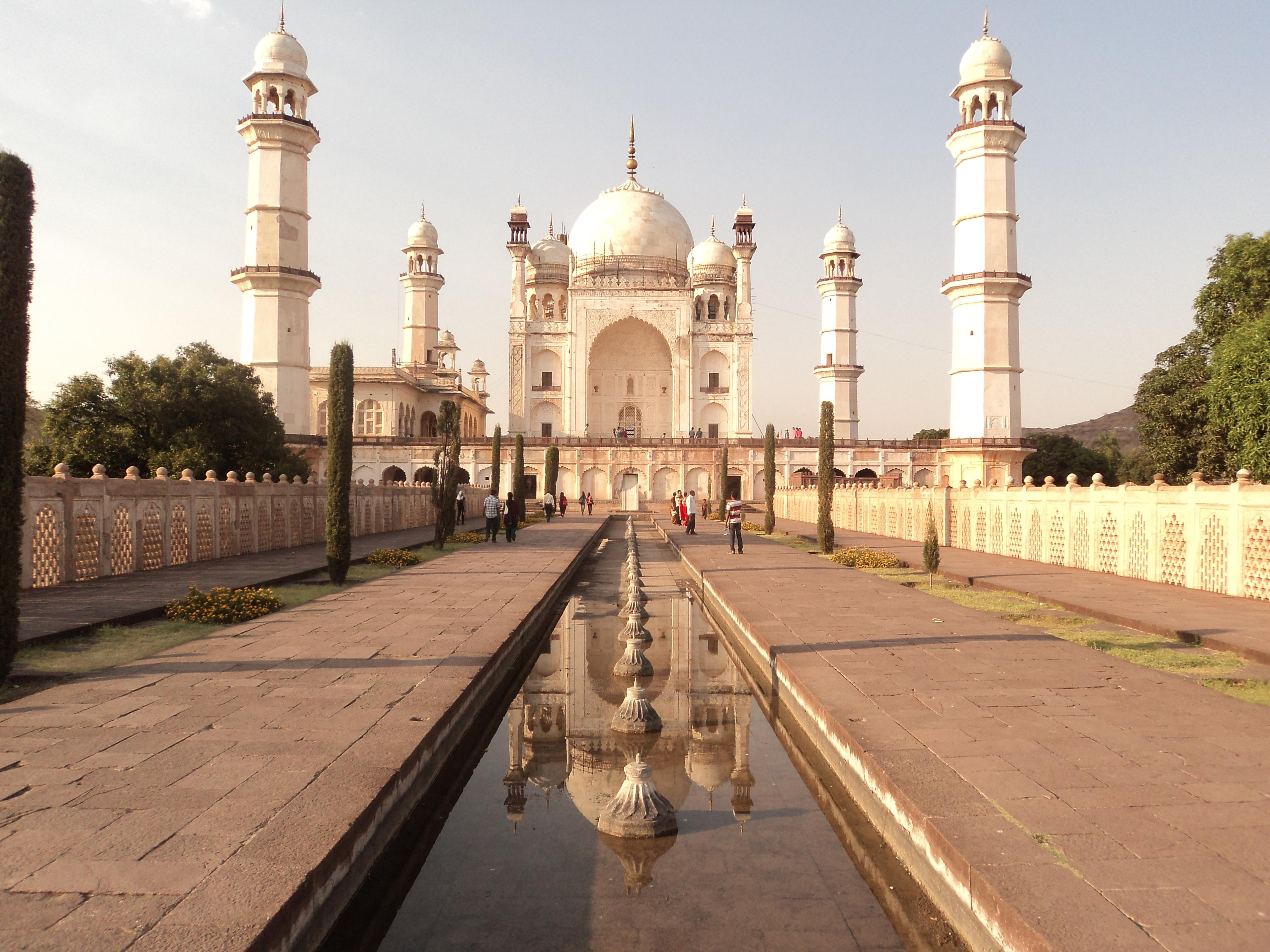
نمایی دیگر از مقبره بی‌بی در اورنگ‌آباد هند.

این شهر یک مرکز جهانگردی جذاب هند با بسیاری از بناهای تاریخی است. وجود معابد و آثار باستانی، هر ساله جمعیت زیادی را برای دیدن و اجرای مراسم مذهبی، به این شهر جذب می‌کند. ازجمله غارهای آجنتا و الورا که در میراث جهانی یونسکو ثبت شده‌اند و از نقاط دیدنی باستانی و پیش از اسلام هند به‌شمار می‌روند.
همچنین مقبره بی‌بی که آرامگاه دلرس‌بانو بیگم همسر اورنگ زیب است و در اواخر سده ۱۷م شبیه به تاج‌محل در آگرا و به تقلید از آن با مرمر سفید در ابعادی کوچکتر ساخته شده در این شهر واقع شده‌است و از بهترین آثار هنری دوره گورکانی در این شهر به‌شمار می‌رود.
آرامگاه خرابه قصر اورنگ زیب و آرامگاه او در مقبره شیخ برهان‌الدین، و آرامگاه ملک عنبر و آصف جاه، مؤسس دولت حیدرآباد، و مسجد بنا شده توسط ملک عنبر، از دیگر آثار اسلامی باقی‌مانده در اورنگ‌آباد است.

## نگارخانه

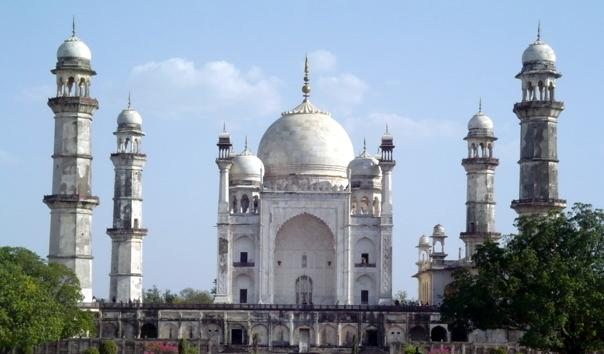
مقبره بی‌بی معروف به تاج‌محل فقیر
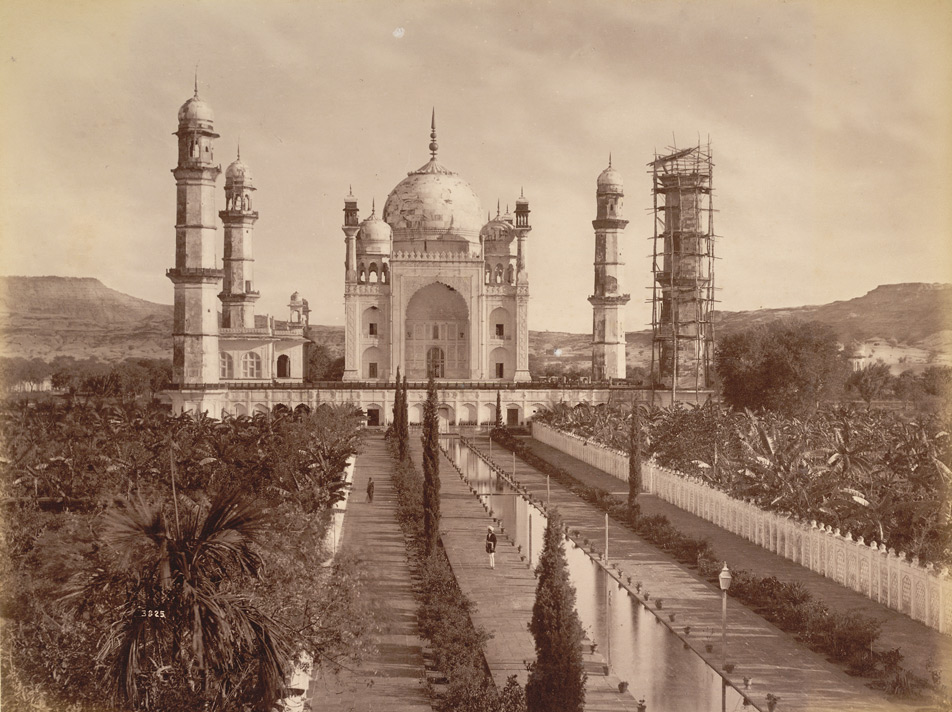
دور نمایی از مقبره بی‌بی در دهه ۱۸۸۰
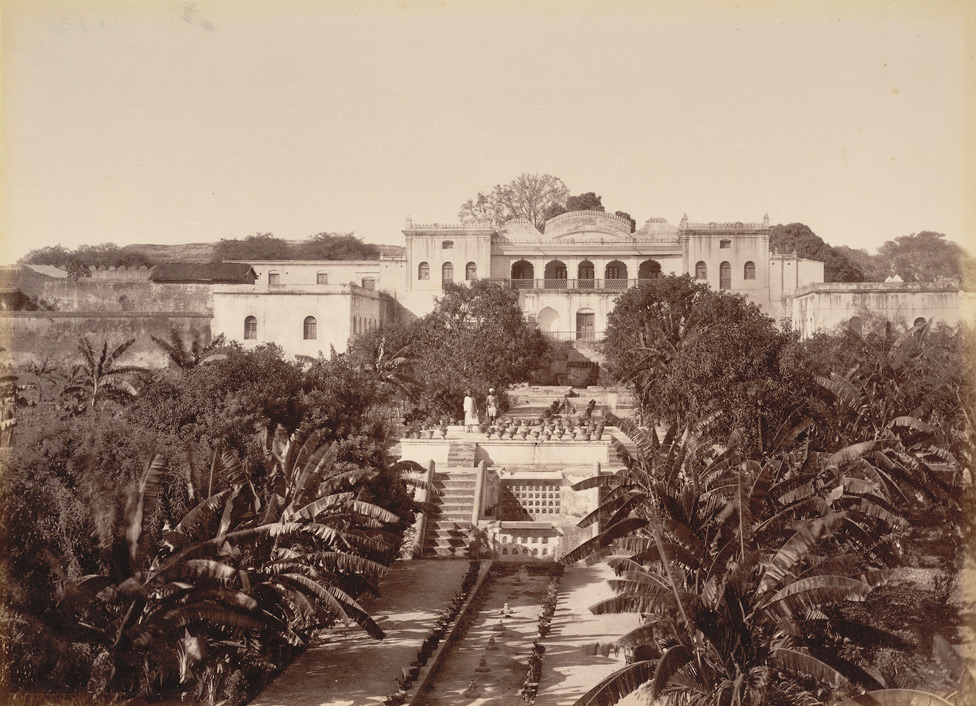
کاخ زیب النسا دهه ۱۸۸۰
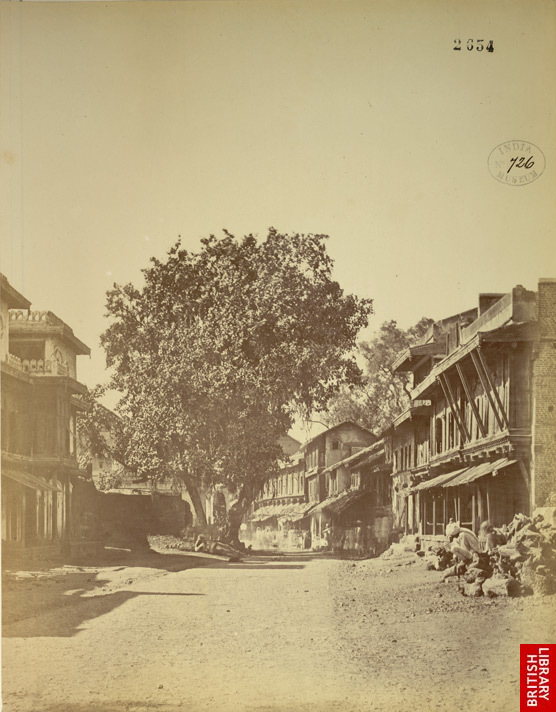
خیابانی در اورنگ آباد ۱۸۶۸
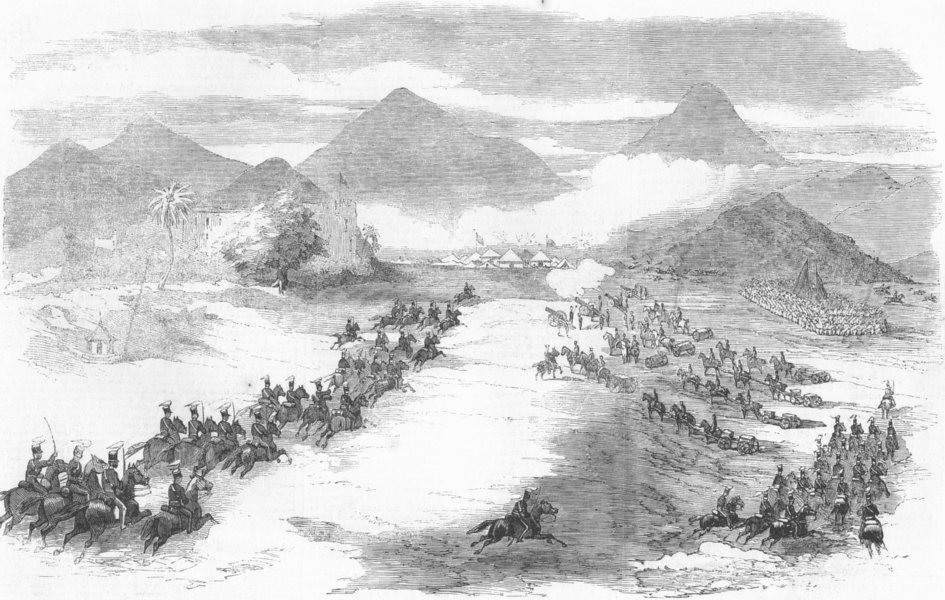
جابجایی تیپ ژنرال وودبورن در پی شورش‌های سال ۱۸۵۷ هند در اورنگ‌آباد
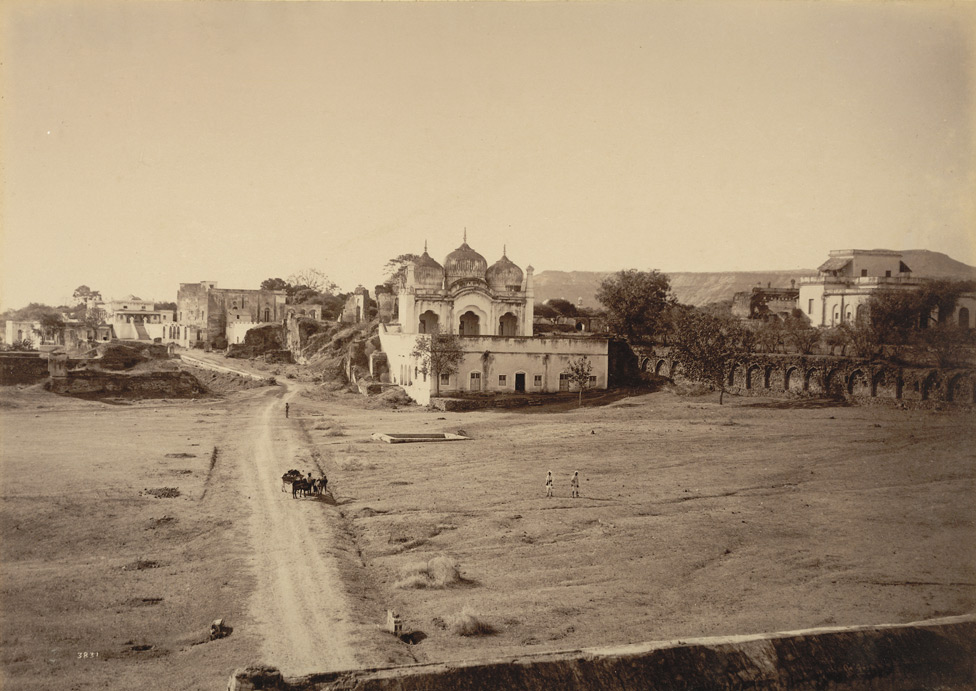
تصویری از مسجد عالمگیر در قلعه ارک دهه ۱۸۸۰
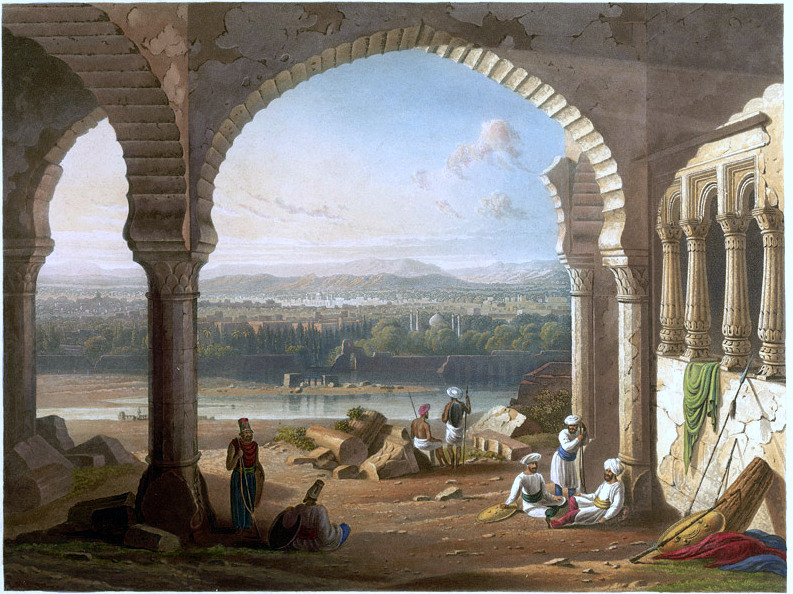
نمایی از شهر از داخل کاخ اورنگ‌زیب در دهه ۱۸۳۰
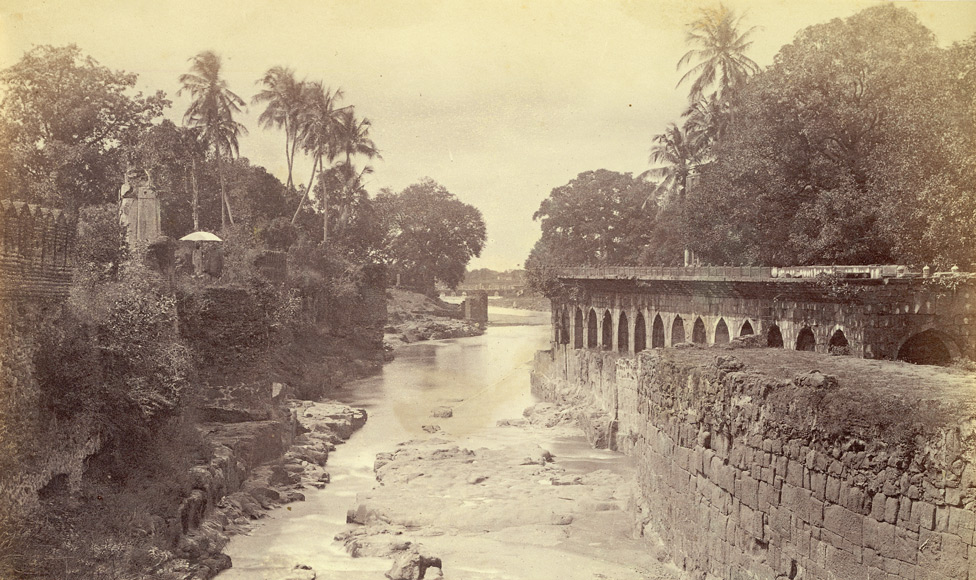
رود خَم ودیوارهای اورنگ‌آباد در دهه ۱۸۶۰
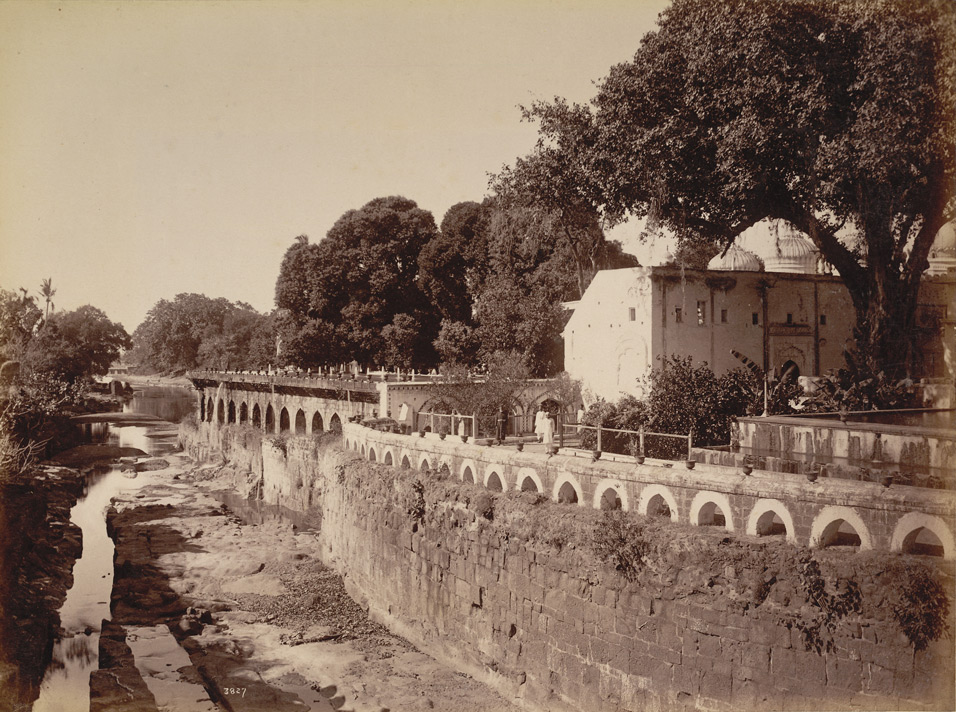
تصویری از درگاه بابا شاه مظفر در پانچاکی در دهه ۱۸۸۰
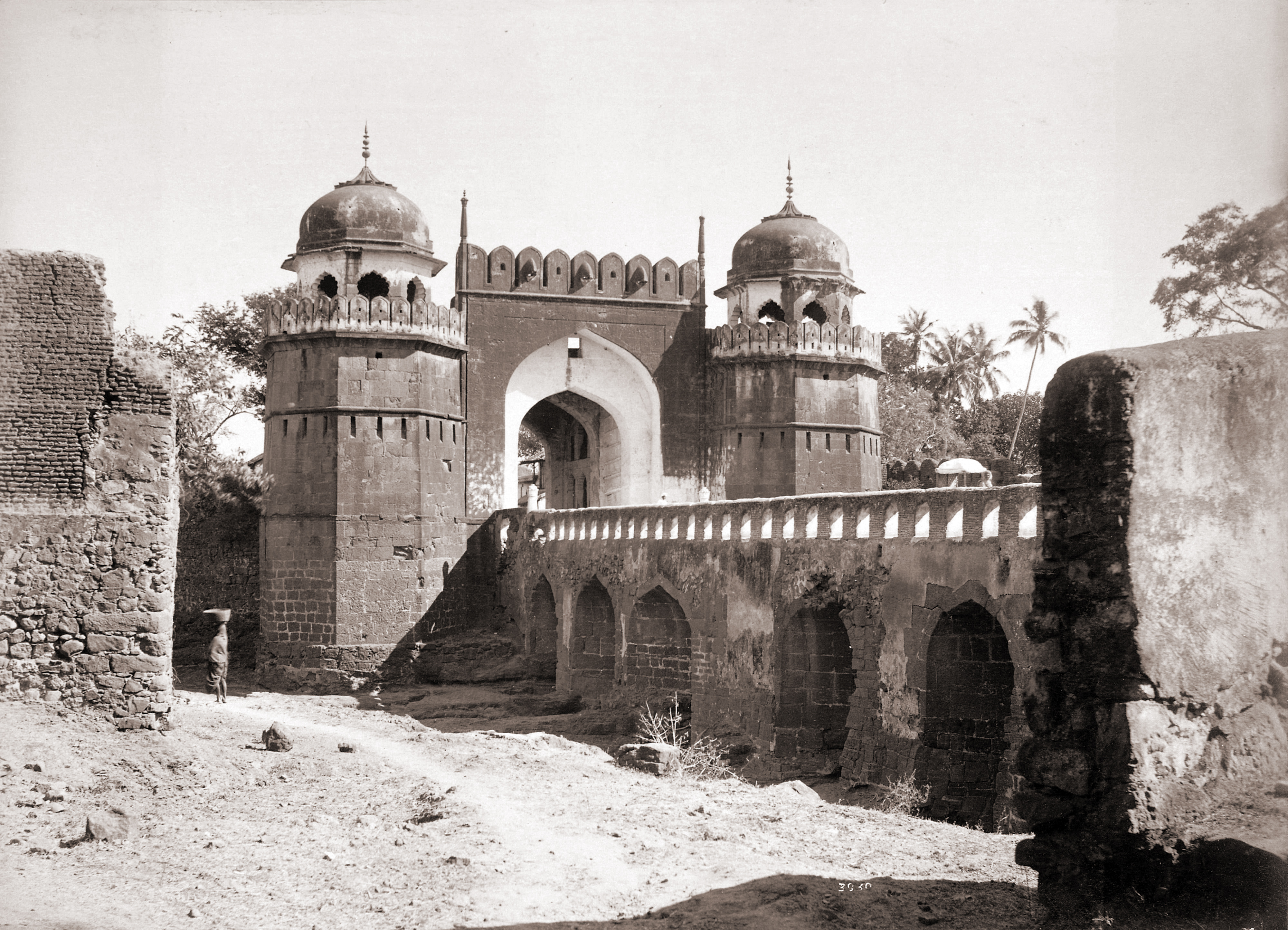
اورنگ‌آباد، دروازه مکه دهه ۱۸۸۰
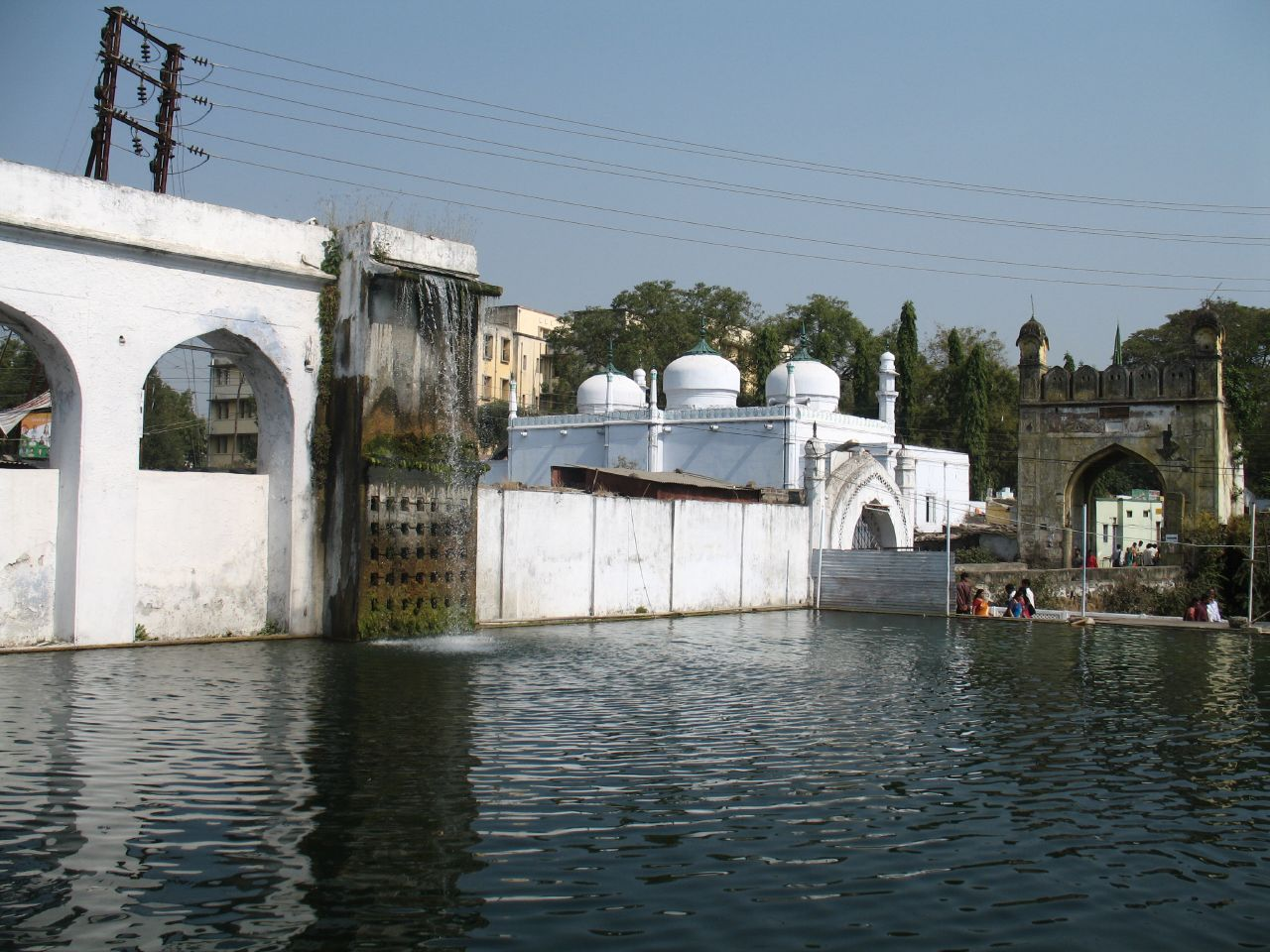
چشمه‌ای در پانچاکی اورنگ‌آباد
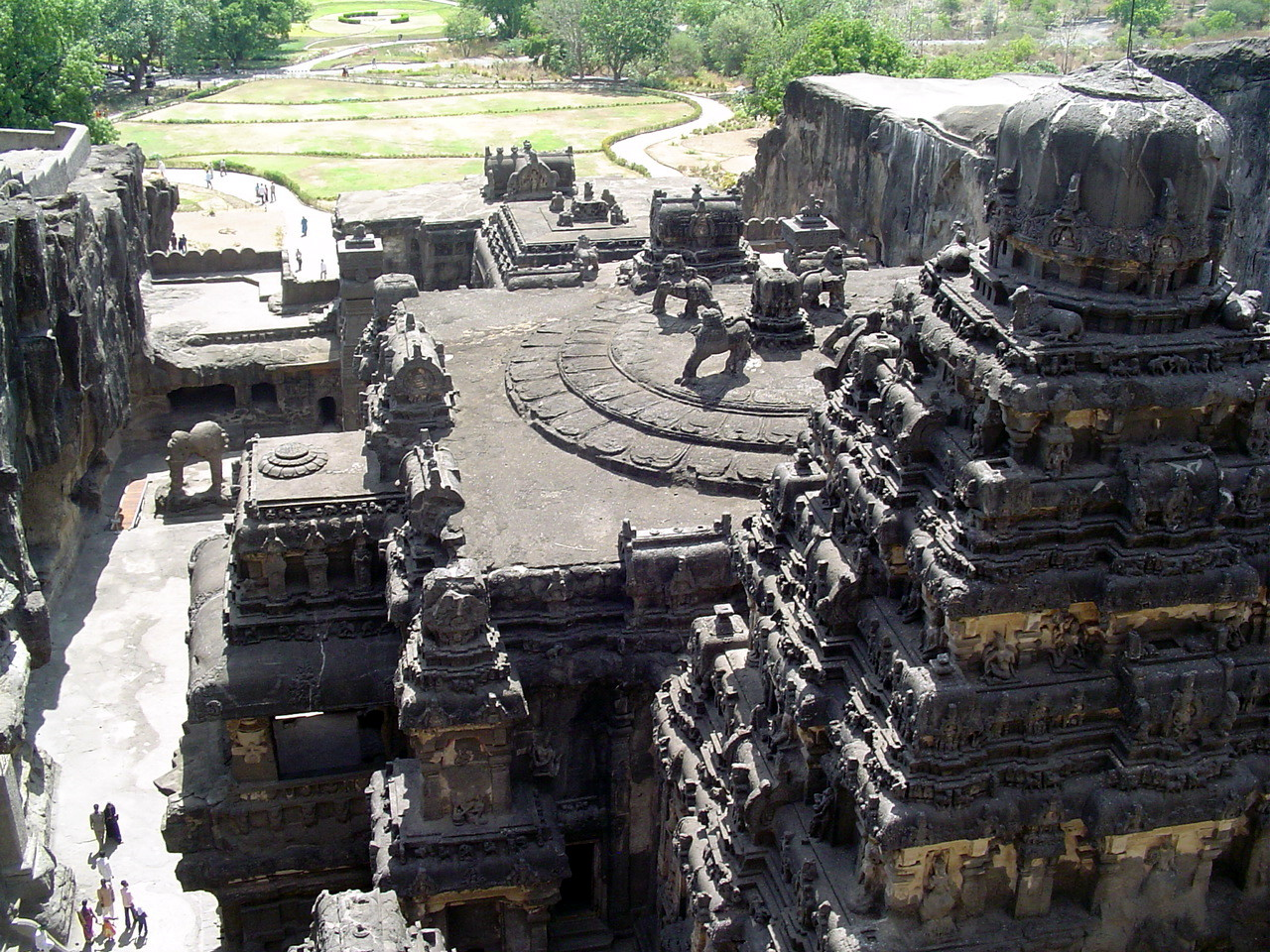
معبد کالیشا در غارهای الورا
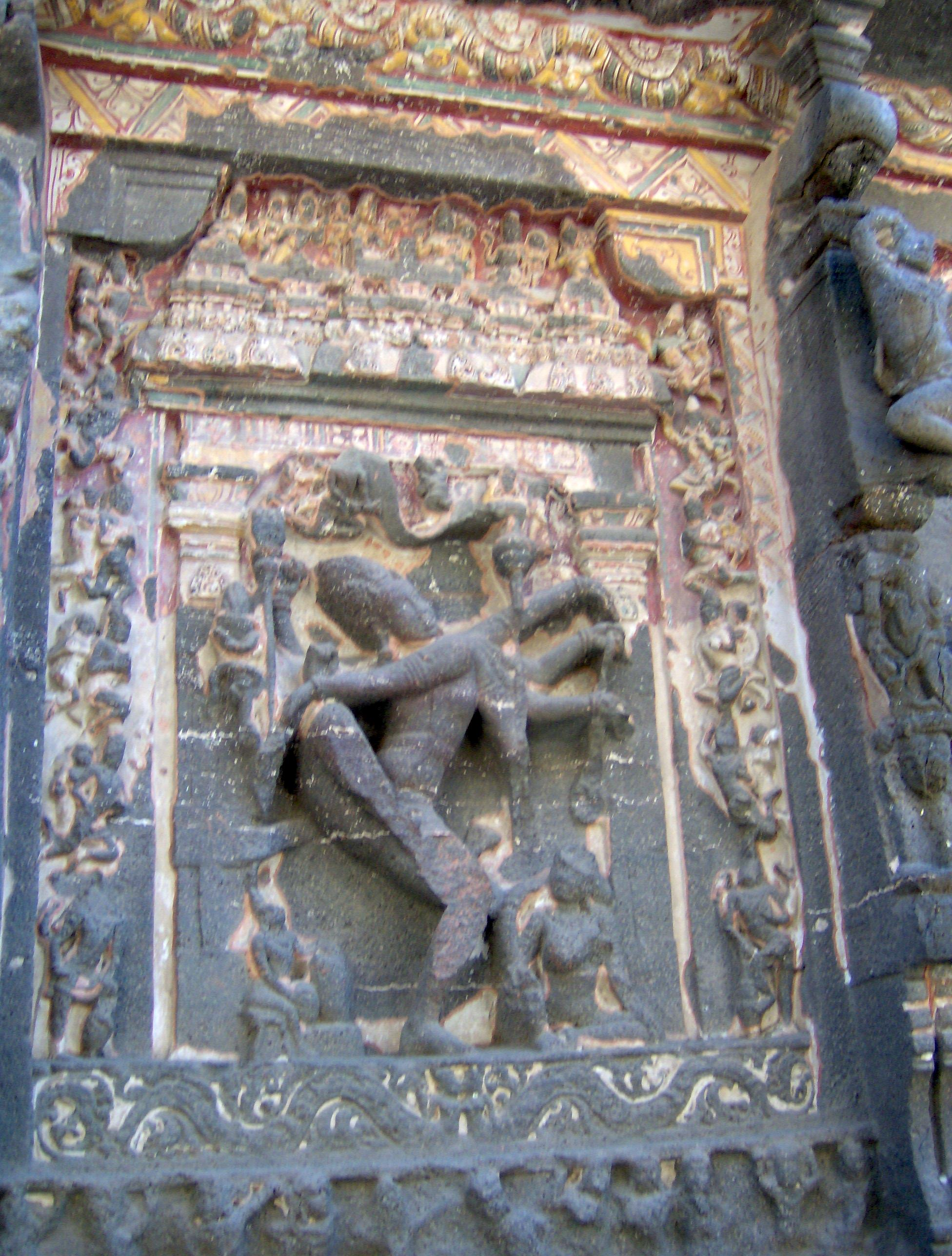
معبد کالیشا در غارهای الورا
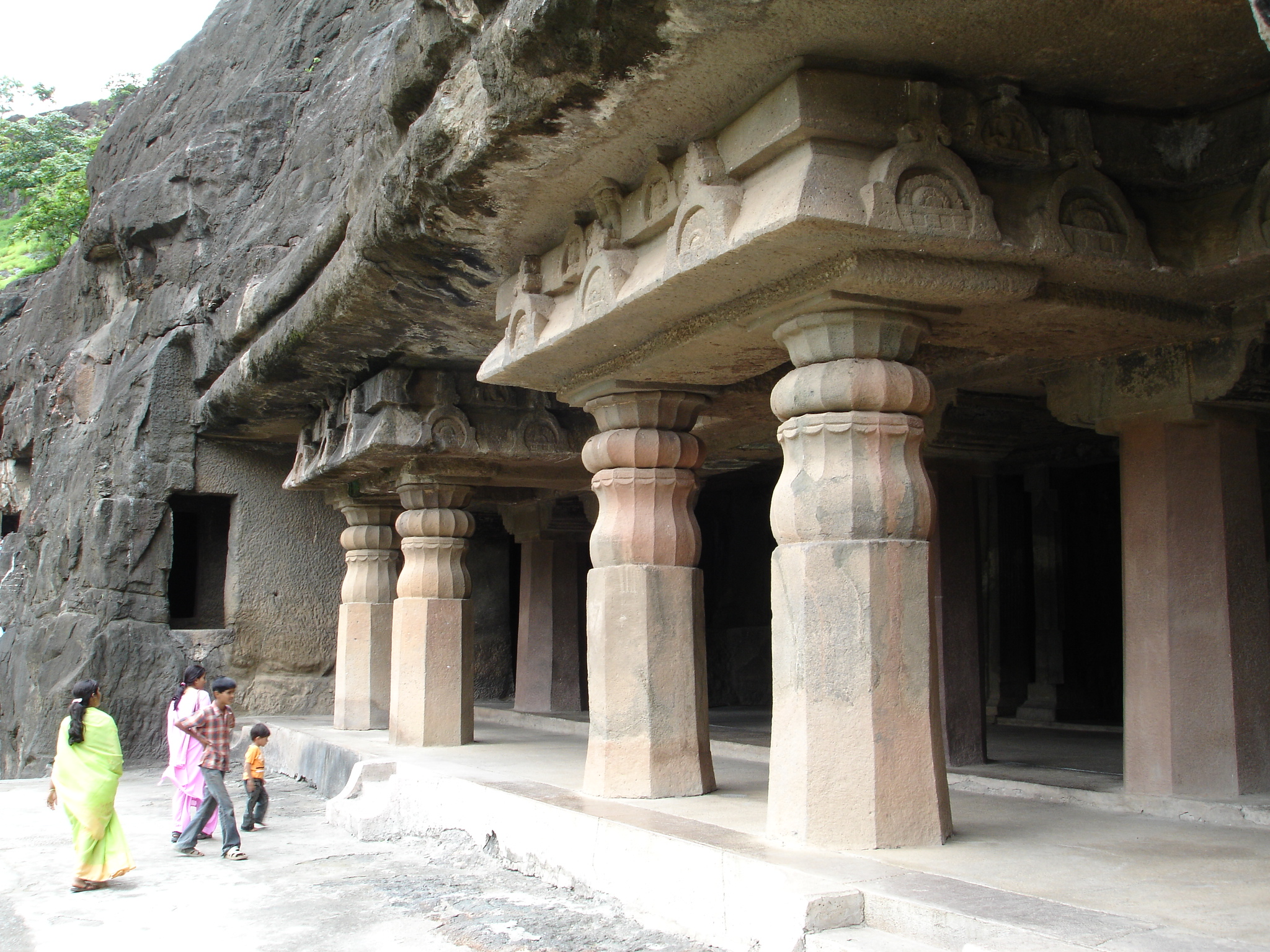
غارهای آجانتا در نزدیکی اورنگ‌آباد
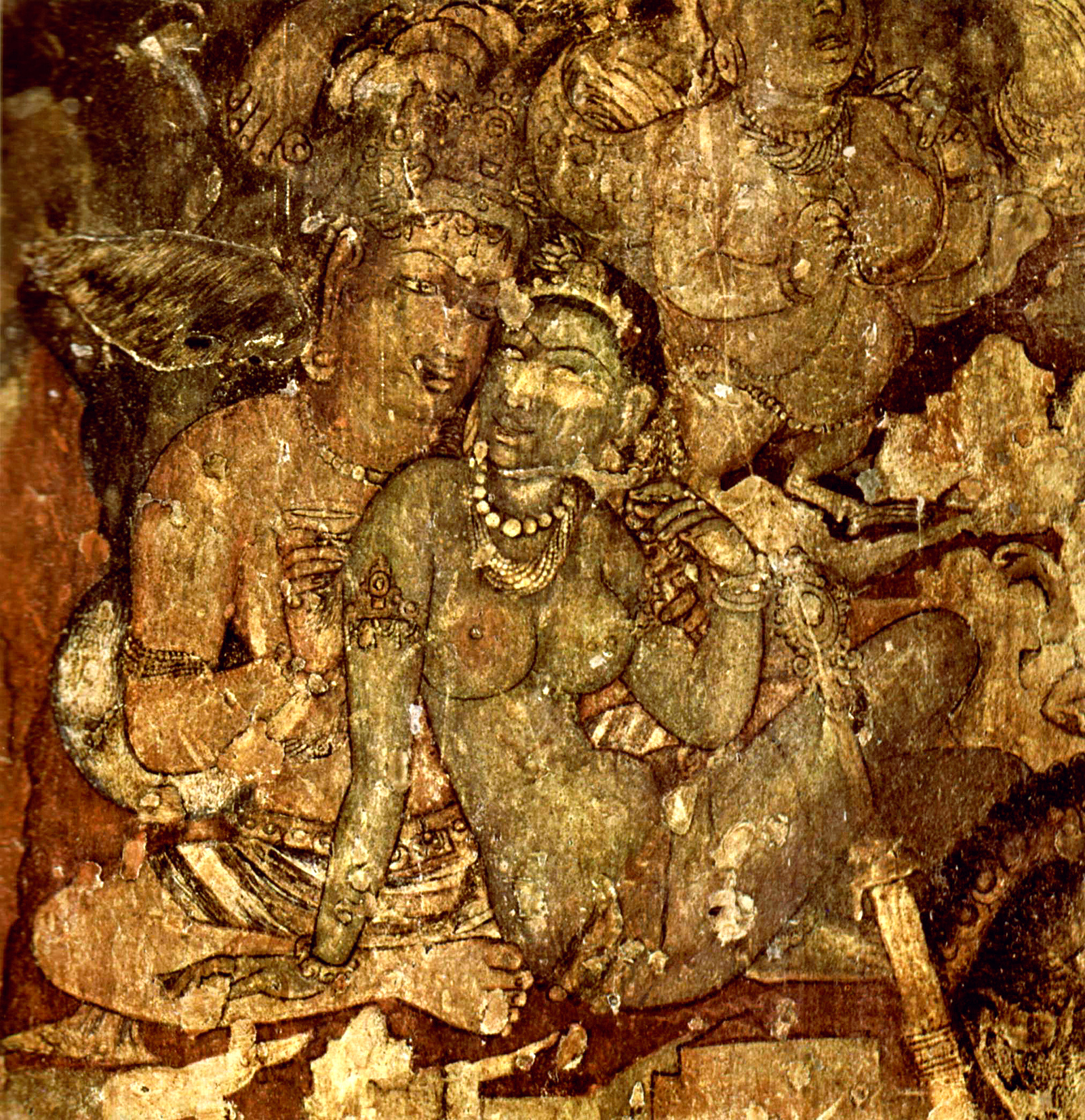
نقاشی‌هایی در غارهای آجانتا مربوط به سده ششم میلادی
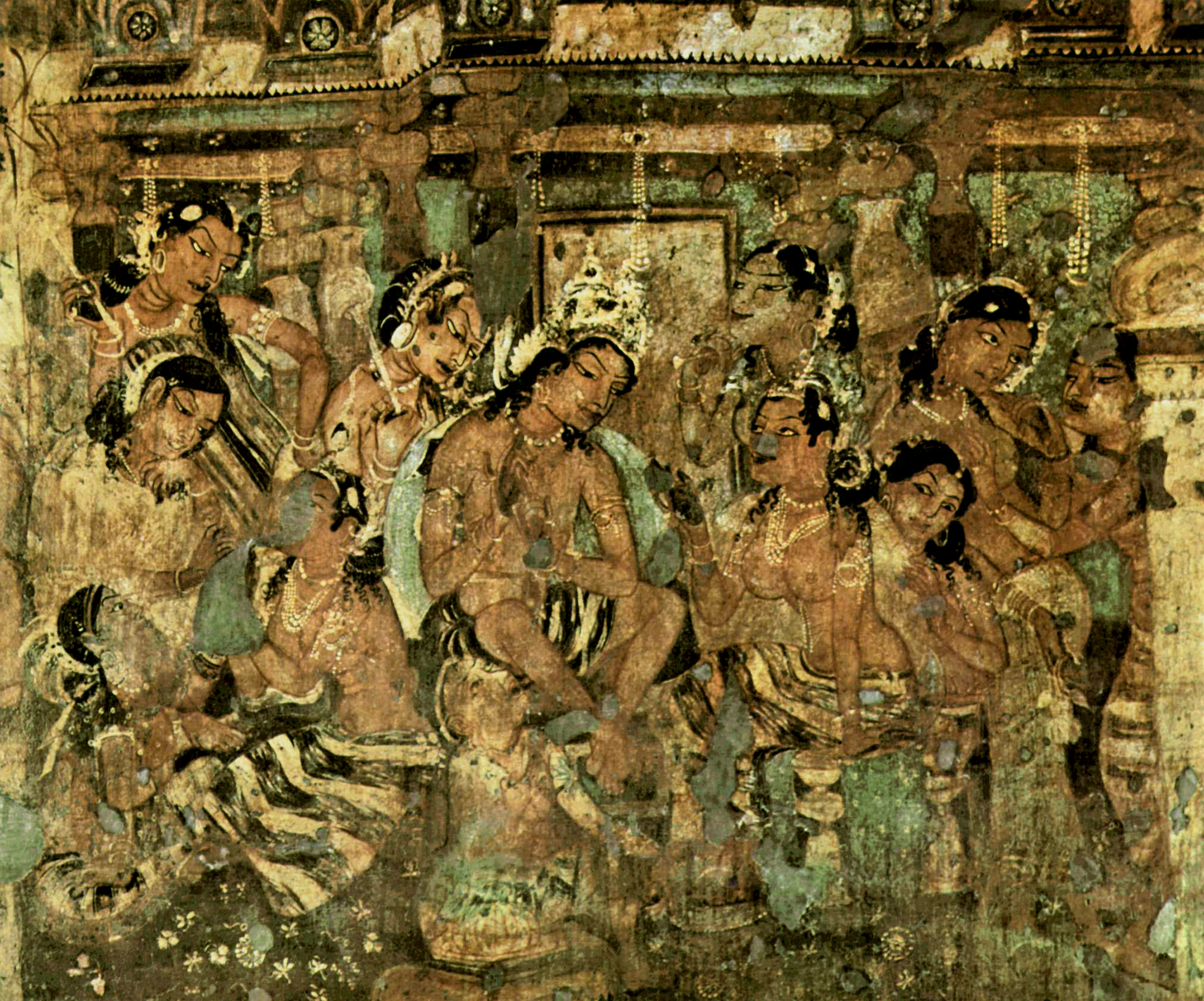
نقاشی‌هایی در غارهای آجانتا
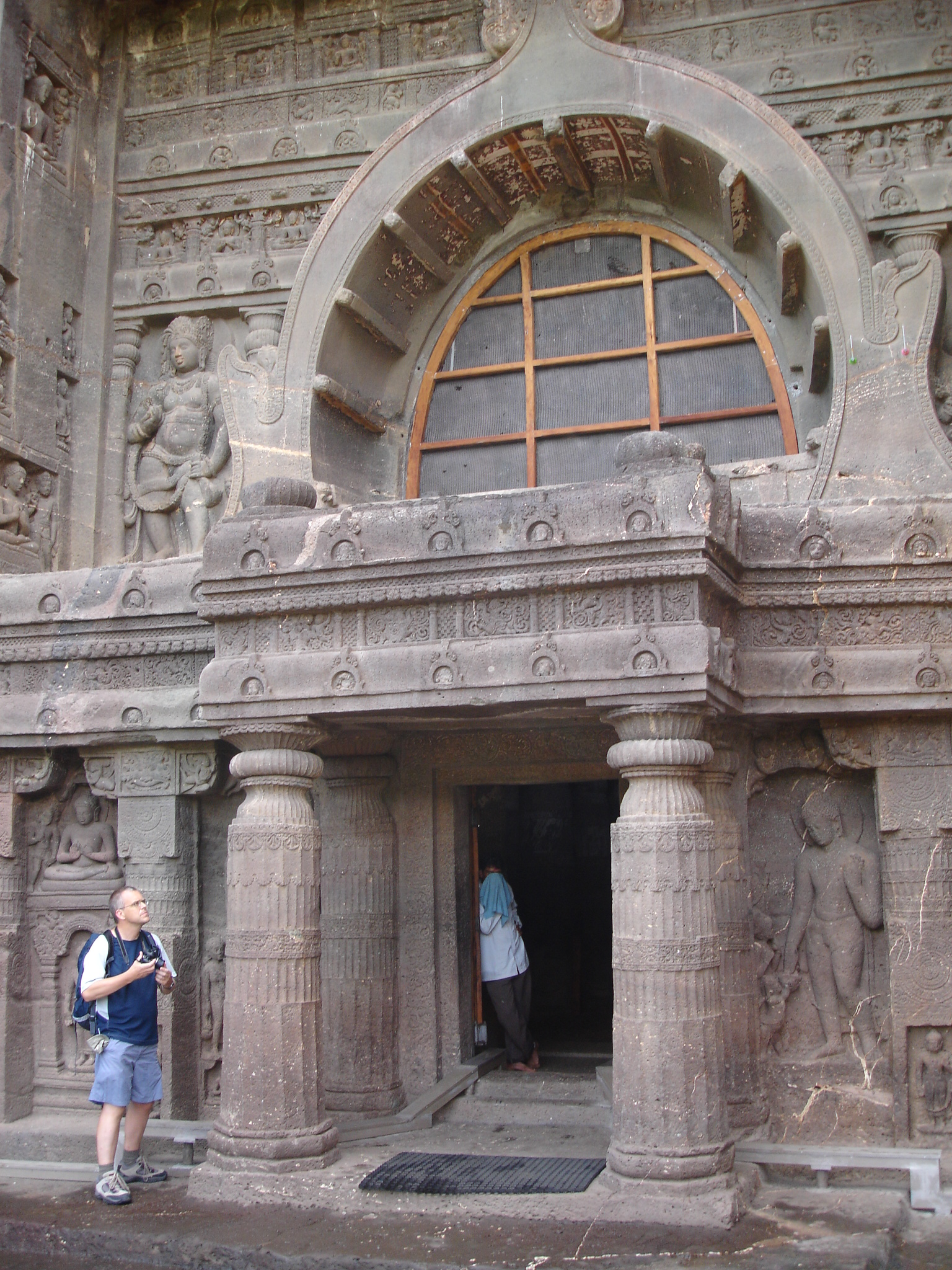
غارهای آجانتا